# Хвостек
Хвостек (пол. Chwostek) — село в Польщі, у гміні Герби Люблінецького повіту Сілезького воєводства.
Населення — 475 осіб (2011).
У 1975-1998 роках село належало до Ченстоховського воєводства.

## Демографія
Демографічна структура станом на 31 березня 2011 року:
|          | Загалом | Допрацездатний вік | Працездатний вік | Постпрацездатний вік |
| -------- | ------- | ------------------ | ---------------- | -------------------- |
| Чоловіки | 240     | 54                 | 166              | 20                   |
| Жінки    | 235     | 41                 | 140              | 54                   |
| Разом    | 475     | 95                 | 306              | 74                   |